# Nazionale femminile di pallacanestro della Siria
La nazionale femminile di pallacanestro della Siria è la rappresentativa cestistica della Siria ed è posta sotto l'egida della Federazione cestistica della Siria.

## Piazzamenti

### Campionati asiatici
- 1986 - 9°